# Rhodothemis lieftincki
Rhodothemis lieftincki är en trollsländeart som beskrevs av Fraser 1954. Rhodothemis lieftincki ingår i släktet Rhodothemis och familjen segeltrollsländor. Inga underarter finns listade i Catalogue of Life.

## Bildgalleri

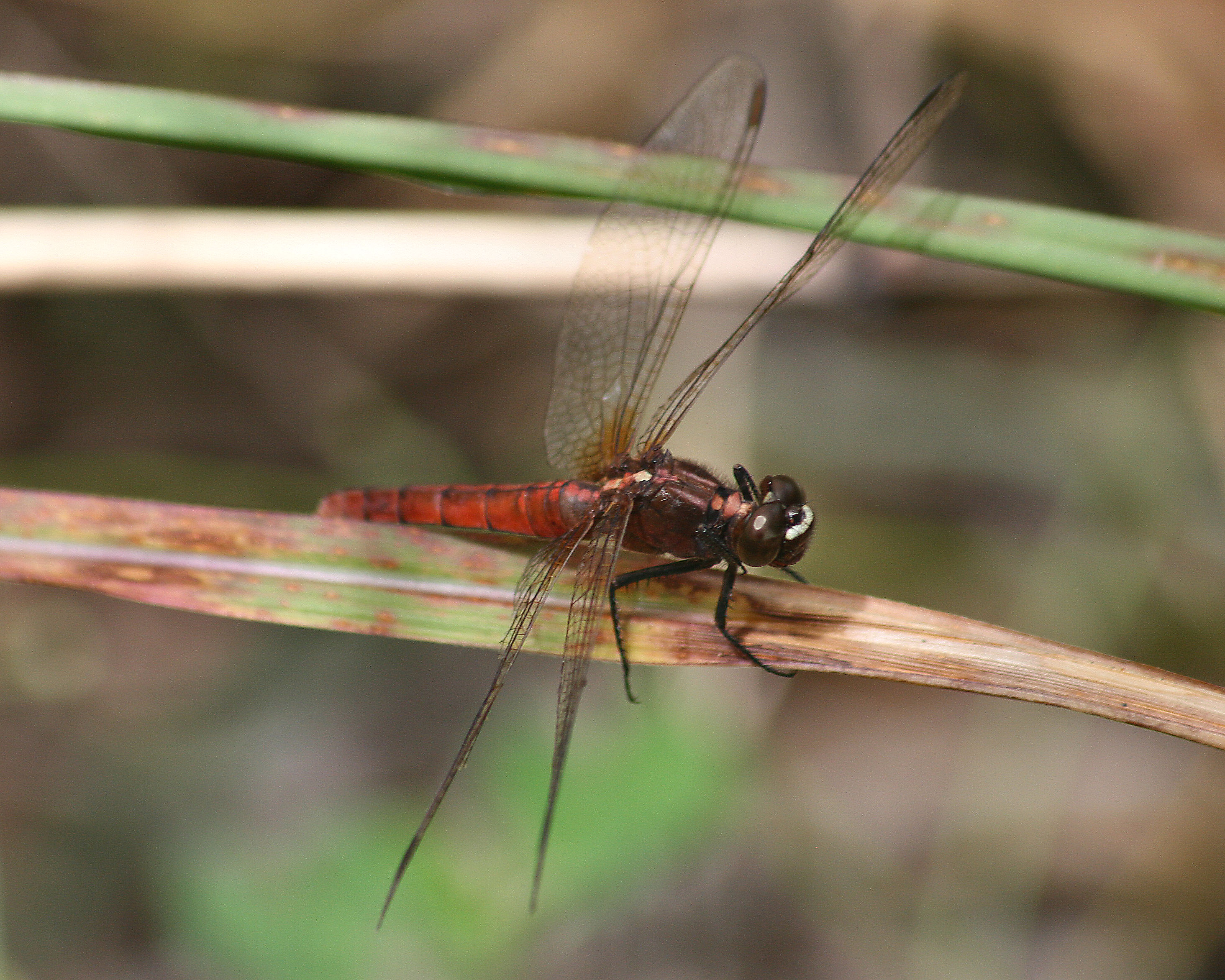